# Polizeipräsidium Konstanz

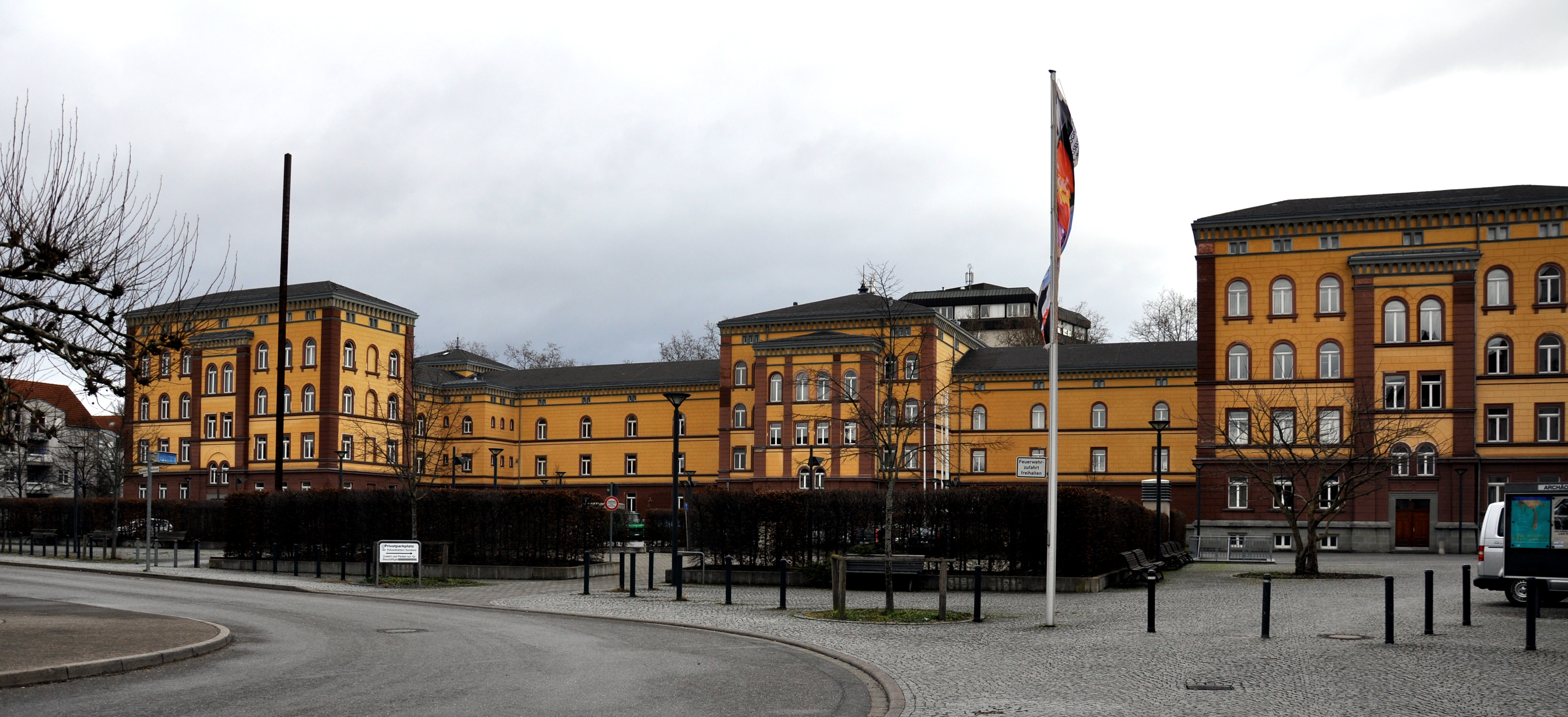
Polizeipräsidium Konstanz

Das Polizeipräsidium Konstanz mit Sitz in Konstanz ist das für den Schwarzwald-Baar-Kreis, den Landkreis Konstanz, den Landkreis Tuttlingen und den Landkreis Rottweil zuständige regionale Polizeipräsidium der Polizei Baden-Württemberg. Die Dienststelle entstand im Rahmen der Polizeistrukturreform in Baden-Württemberg durch die Zusammenfassung der bisherigen Polizeidirektion Tuttlingen zu dem dortigen Polizeipräsidium am 1. Januar 2014.

## Organisation
Der Zuständigkeitsbereich umfasst eine Fläche von 3347 km² mit ca. 800.000 Einwohnern.
Das Polizeipräsidium Konstanz gliedert sich, wie alle Polizeipräsidien in Baden-Württemberg, in die Direktion Polizeireviere, Kriminalpolizeidirektion und Verkehrspolizeidirektion. Der Leitungsbereich besteht aus dem Polizeipräsidenten, den Stabsstellen Öffentlichkeitsarbeit, Strategisches Controlling und Qualitätsmanagement sowie dem Führungs- und Einsatzstab, dem Referat Kriminalprävention und der Verwaltung. Das Polizeipräsidium hat eine Personalstärke von 1250 Beamten der Schutzpolizei, 250 der Kriminalpolizei sowie 200 im Nichtvollzug.

### Schutzpolizeidirektion
Der Schutzpolizeidirektion am Standort Tuttlingen sind eine Verkehrspolizeiinspektion (VPI) mit zwei Verkehrsdiensten (VD), 13 Polizeireviere (PRev) und den Revieren sind 18 Polizeiposten (Pp) nachgeordnet. Im Einzelnen sind dies:
- Polizeirevier Donaueschingen mit dem Polizeiposten Blumberg
- Polizeirevier Konstanz mit den Polizeiposten Allensbach, Konstanz-Lutherplatz und Konstanz-Wollmatingen
- Polizeirevier Oberndorf am Neckar mit dem Polizeiposten Sulz am Neckar
- Polizeirevier Radolfzell am Bodensee mit dem Polizeiposten Gaienhofen
- Polizeirevier Rottweil
- Polizeirevier St. Georgen im Schwarzwald mit den Polizeiposten Furtwangen und Triberg
- Polizeirevier Schramberg
- Polizeirevier Schwenningen mit dem Polizeiposten Bad Dürrheim
- Polizeirevier Singen mit den Polizeiposten Engen, Gottmadingen, Rielasingen-Worblingen und Steißlingen
- Polizeirevier Spaichingen mit den Polizeiposten Trossingen und Wehingen
- Polizeirevier Stockach mit dem Polizeiposten Bodman-Ludwigshafen
- Polizeirevier Tuttlingen mit den Polizeiposten Immendingen und Mühlheim an der Donau
- Polizeirevier Villingen
- Verkehrspolizeiinspektion Zimmern ob Rottweil mit dem Verkehrsdienst Mühlhausen-Ehingen und dem Verkehrsdienst Zimmern ob Rottweil

### Kriminalpolizeidirektion
Die Kriminalpolizeidirektion (KPDir) hat ihren Sitz in Rottweil. Innerhalb der KPDir sind acht verrichtungsorientierte Kriminalinspektionen (K) und drei Kriminalkommissariate (KK) eingerichtet.
- Führungsgruppe
- Kriminalinspektion 1 – Kapitaldelikte, Sexualdelikte, Amtsdelikte
- Kriminalinspektion 2 – Raub, Eigentums- und jugendspezifische Kriminalität, Zentrale Integrierte Auswertung
- Kriminalinspektion 3 – Wirtschaftskriminalität, Korruption, Umweltdelikte
- Kriminalinspektion 4 – Organisierte Kriminalität und Rauschgiftkriminalität
- Kriminalinspektion 5 – Cybercrime und Digitale Spuren
- Kriminalinspektion 6 – Staatsschutz
- Kriminalinspektion 7 – Einsatz- und Ermittlungsunterstützung, Kriminaldauerdienst, Datenstation
- Kriminalinspektion 8 – Kriminaltechnik
- Kriminalkommissariat Konstanz
- Kriminalkommissariat Tuttlingen
- Kriminalkommissariat Villingen-Schwenningen

### Verkehrspolizeidirektion
Die Verkehrspolizeidirektion hat ihren Sitz in Zimmern ob Rottweil. Ihr nachgeordnet sind:
- Führungsgruppe
- Verkehrsunfallaufnahme/gewerblicher Güter- und Personenverkehr
- Verkehrsgruppe Verkehrsüberwachung/Messgruppe
- Verkehrspolizeiliche Ermittlungen
- Verkehrskommissariat Mühlhausen-Ehingen
  - Verkehrsunfallaufnahme/gewerblicher Güter- und Personenverkehr
  - Dienstgruppe Bundesautobahn
- Verkehrskommissariat Zimmern ob Rottweil
  - Verkehrsunfallaufnahme/gewerblicher Güter- und Personenverkehr
  - Dienstgruppe Bundesautobahn

## Gebäude
Das Polizeipräsidium ist im schlossartigen Gebäude der ehemaligen  Klosterkaserne untergebracht. Baubeginn war 1874 auf dem Gelände des 1802 säkularisierten Klosters Petershausen. Strukturell steht das Gebäude in der Tradition preußischer Kasernen, da die Planungen der Bau-Inspektion des preußischen Kriegsministeriums entstammten. Die betonte Farbigkeit in Rotbraun und Ocker ist jedoch an den badischen Farben orientiert. Als Garnison  wurde das Gebäude von Infanterie-Regiment „Markgraf Ludwig Wilhelm“ (3. Badisches) Nr. 111 und von 6. Badisches Infanterie-Regiment „Kaiser Friedrich III.“ Nr. 114 genutzt. Die letzte militärische Nutzung war bis 1977 von französischen  Truppen.

## Trivia
Die Außenaufnahmen des Polizeipräsidiums Konstanz der Krimireihe Tatort mit den fiktiven Kommissaren Klara Blum und Kai Perlmann fanden am Originalschauplatz statt, die Innenaufnahmen wurden jedoch in Baden-Baden gedreht.